# Église Sainte-Madeleine de Sainte-Marie-aux-Mines
L'Église Sainte-Madeleine de Sainte-Marie-aux-Mines, construite en 1757, est une église catholique de style lorrain à tendance baroque, présentant un clocher à bulbe, située à Sainte-Marie-aux-Mines.

## Historique

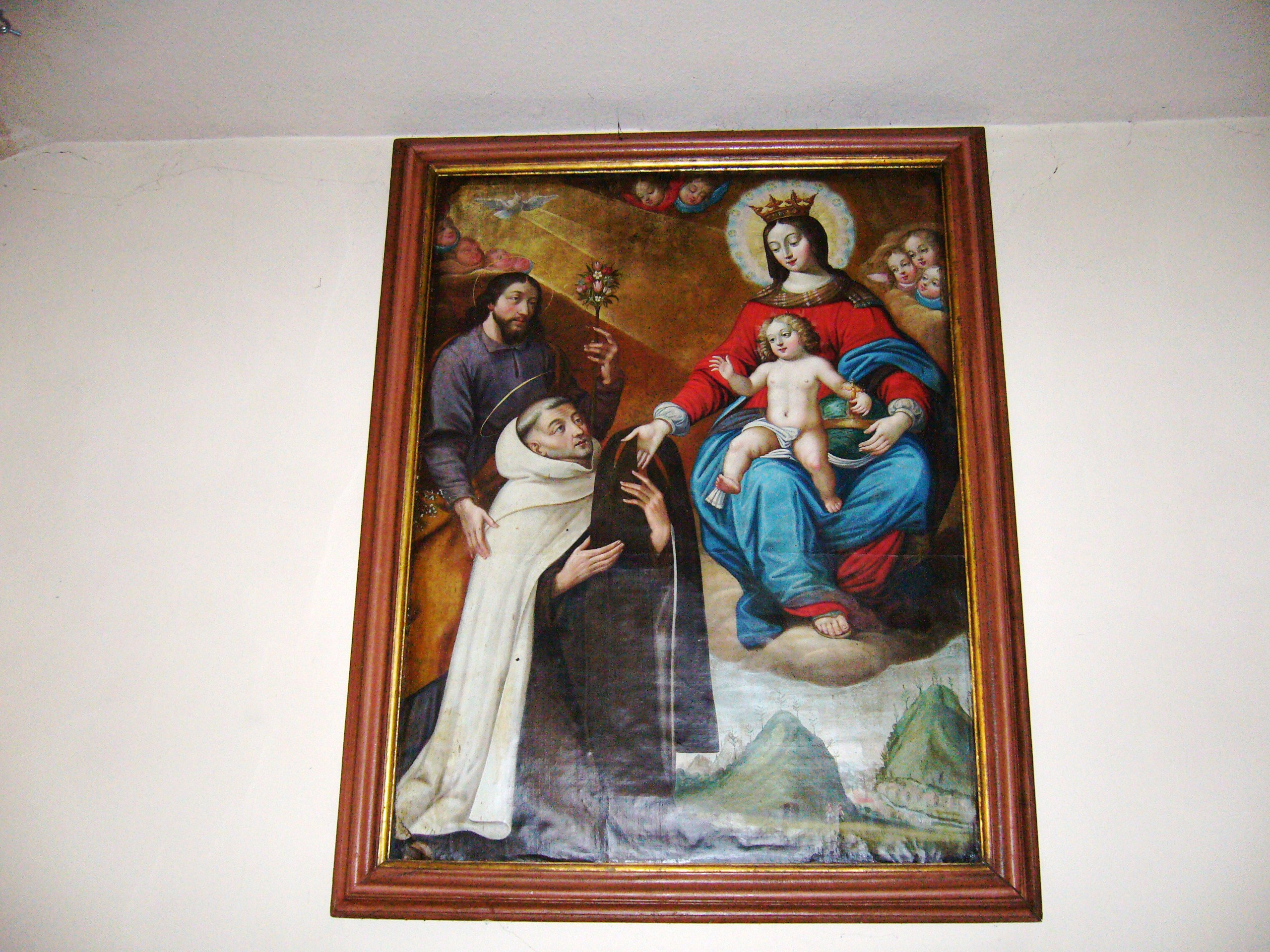
La Vierge montrant l'enfant à saint Dominique - Tableau du XVIIIe siècle.

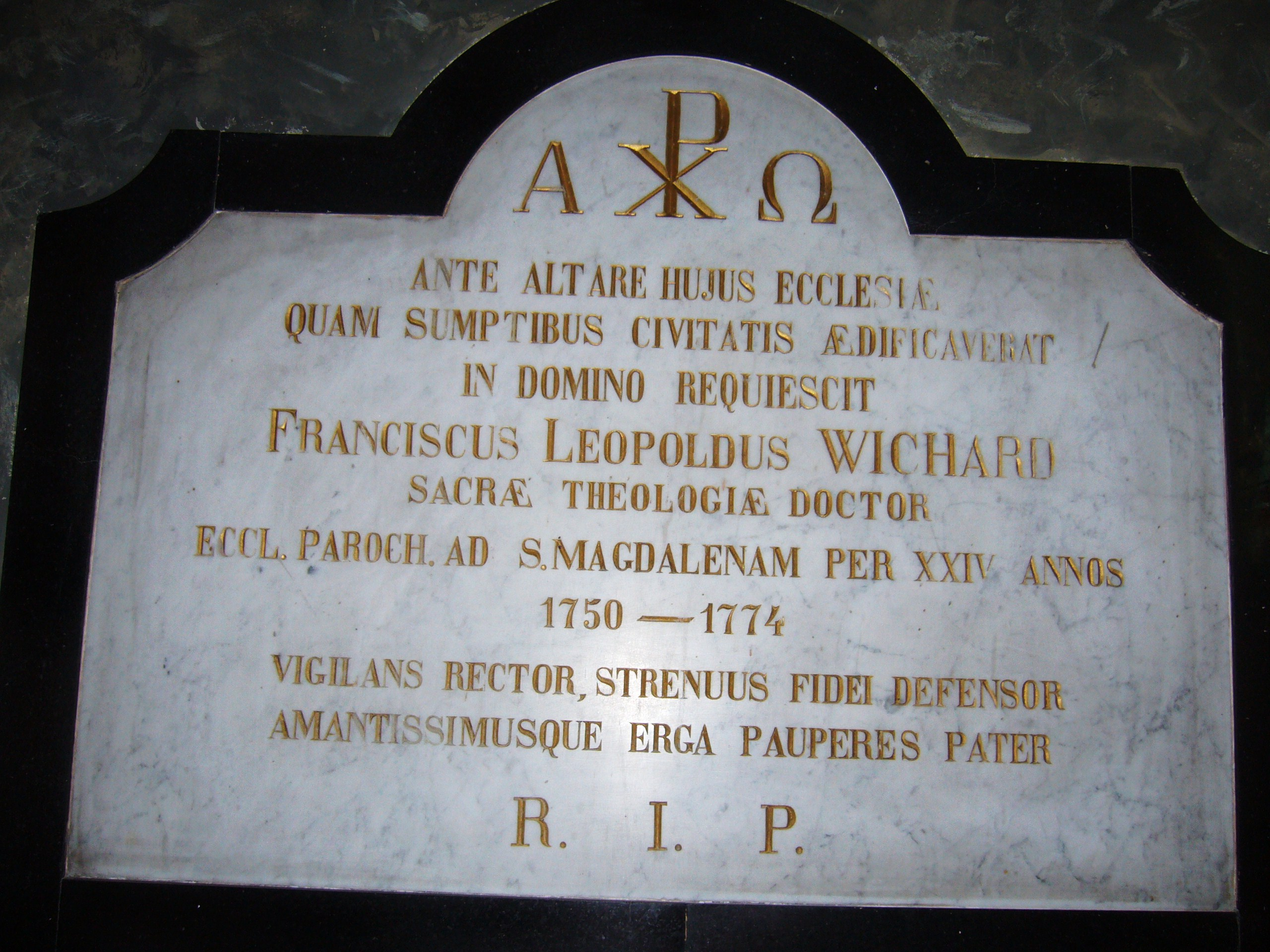
Dalle funéraire de François Léopold Wichard (curé de 1750-1774) encastrée dans la nef de l'église.

L'église Sainte-Madeleine ainsi que la maison curiale et l'hôtel de ville occupent l'emplacement de l'ancien château, ou châtelet, qui est la demeure des ducs de Lorraine. Par la suite, ce château est occupé par l'entrepreneur des mines qui y a établi une manufacture de galons d'or et d'argent. La partie septentrionale de Sainte-Marie-aux-Mines dépendait de la Lorraine et comprenait au XVIIIe siècle près de 400 familles tous catholiques et ne parlait que le français et le patois vosgien appelé aussi le Welche. La partie méridionale appartenait aux seigneurs de Ribeaupierre et parlait uniquement l'allemand. Les habitants des deux paroisses étaient différents non seulement par la religion, mais également pour les mœurs et la façon de se vêtir. Cependant, les deux parties étaient si proches géographiquement - le commerce se faisait invariablement des deux côtés - ce qui justifia le proverbe « on y fait le pain en Alsace et on le cuit en Lorraine » ou encore « l'homme couche dans la première de ces provinces et sa femme dans la seconde ».

La ville de Sainte-Marie-aux-Mines, appelée en latin Sancte Maria ad Fodinas, et en allemand Markirch, doit son nom à l'église de Sainte-Marie Madeleine qui était la paroisse de la partie lorraine et qui fut bâtie en 1757. Le grand autel était sous l'invocation de cette sainte et les deux autres collatéraux sous l'invocation de la sainte Vierge et l'autre de saint Sébastien. Cette église a remplacé l'ancienne dont il ne subsiste plus que le chœur situé rue Mühlenback.

## Architecture
L'église Sainte-Madeleine construite avec une façade massive est surmontée d'un clocher à bulbe. Sa très grande nef se termine par un chœur polygonal. Cette église lorraine a été construite en 1757 dans un style apparenté baroque puis remaniée en 1816. Les églises de ce style sont très nombreuses dans les départements lorrains.
Elle a été bâtie selon les plans de l'architecte François-Léopold Wichard. La bénédiction de l'édifice a eu lieu le 1er octobre 1758, par Charles-Louis Constantin, évêque de Strasbourg.

### Mobilier et décoration
L'autel central dédié à sainte Madeleine est également secondé par deux autels collatéraux dédié l'un à la Sainte Vierge et l'autre à Saint Sébastien. La nef comporte quatre fresques de Caroline Sorg datées de 1897-1898. En face de la chaire en marbre de l'autel de « la Madeleine » présente un tableau surplombé par la croix des mineurs. Au fond de l'église, à gauche se trouve un tableau du XVIIIe siècle comportant la Vierge montrant l'enfant à Saint-Dominique. À droite on trouve un joli baptistère en marbre. Sous le crucifix sont exposés des outils de mineurs (marteau et pointerolle). L'orgue de cette église est le dernier instrument construit par Joseph Callinet (1849) ; il a été pneumatisé ultérieurement par Martin et Joseph Rinckenbach.
L'horloge a été bâtie par Albert et Théodore Ungerer, originaires de Strasbourg. Les Frères Ungerer sont les héritiers de Jean-Baptiste Schwilgué. Les cloches ont été réalisées par le fondeur Thouvenot, en 1808.

### Vitraux

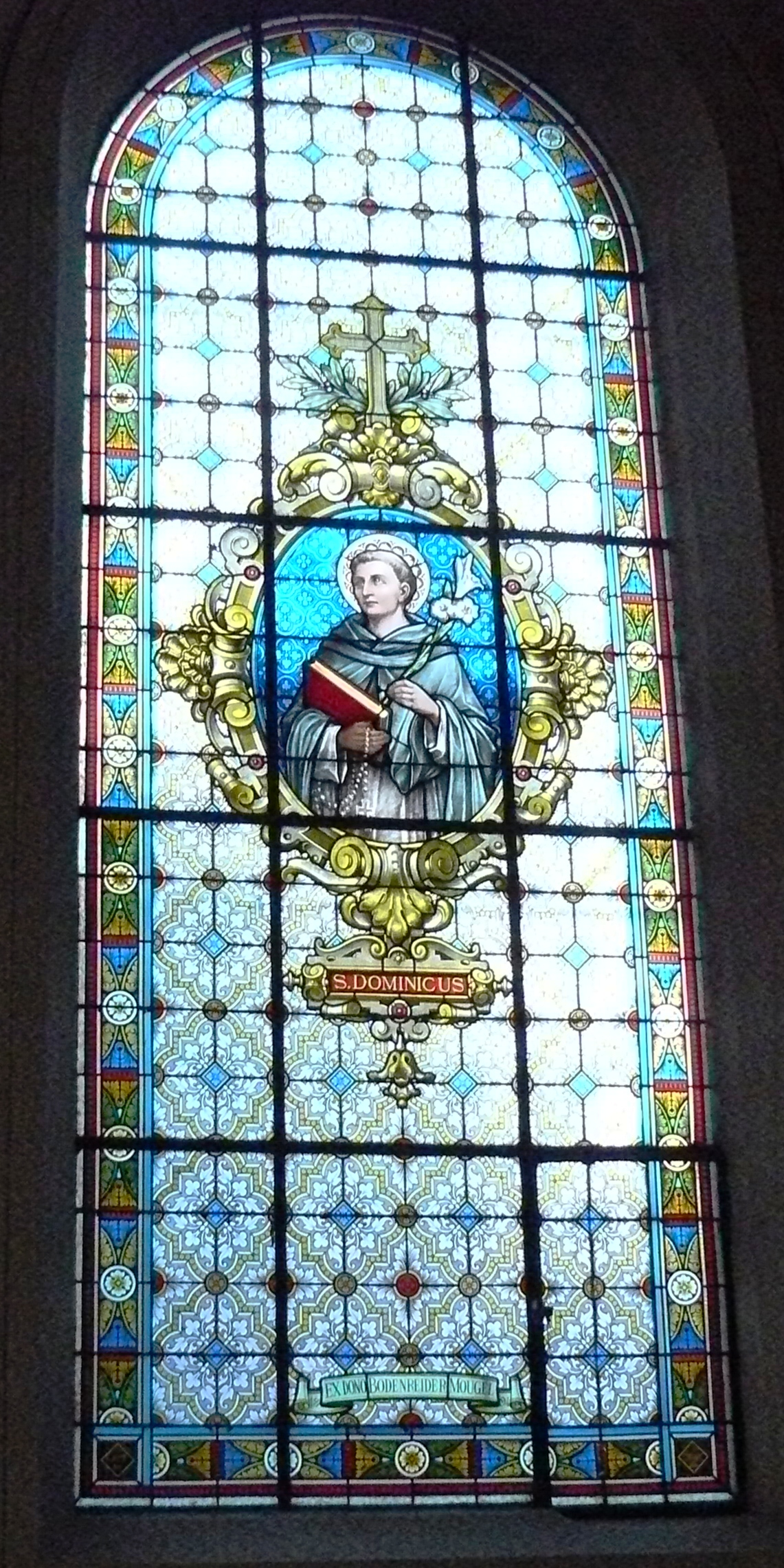
Vitrail représentant saint Dominique financé par Bodenreider et Mougel en 1894 se trouvant dans l'église Sainte-Madeleine.
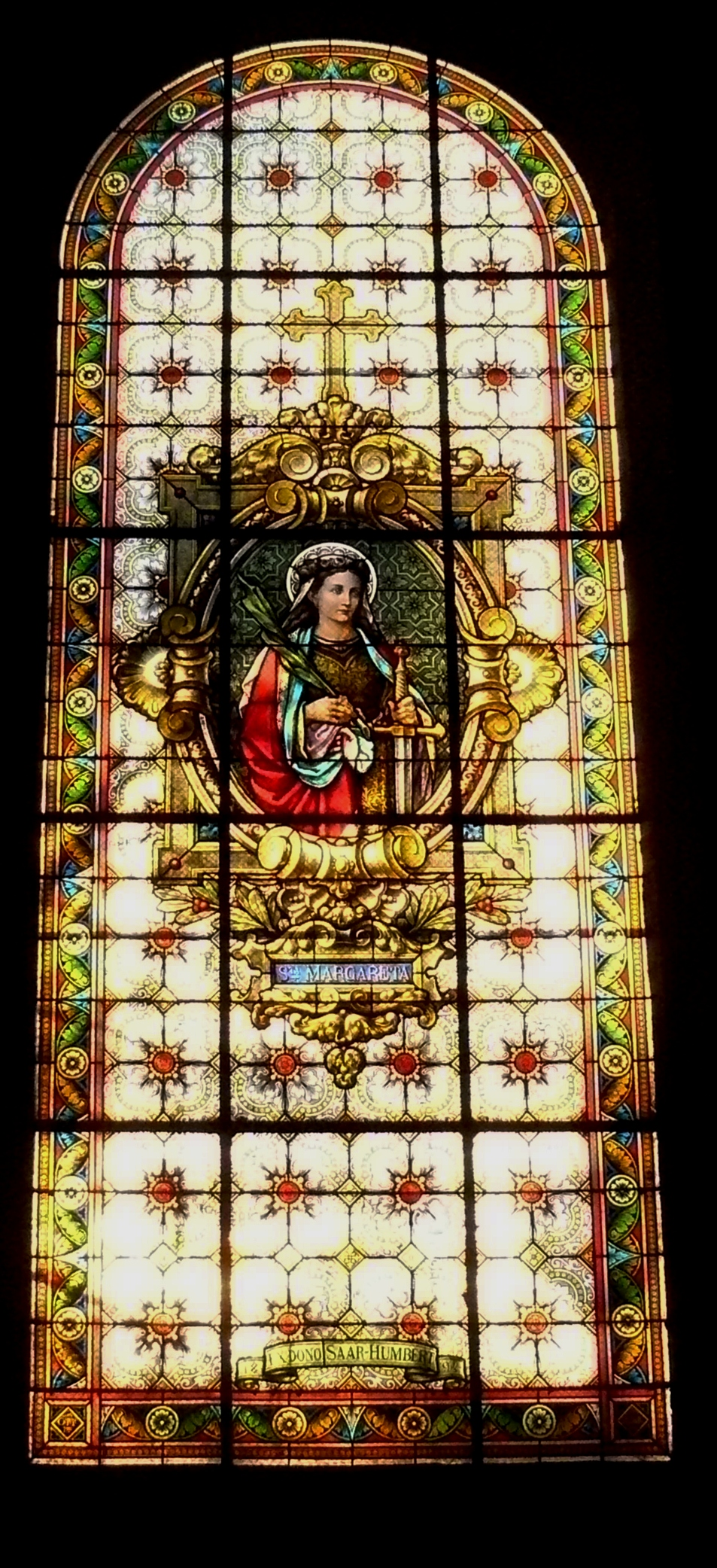
Vitrail représentant l'effigie de sainte Marguerite dans l'église Sainte-Madeleine. Don de Saar/Humbert - 1894.
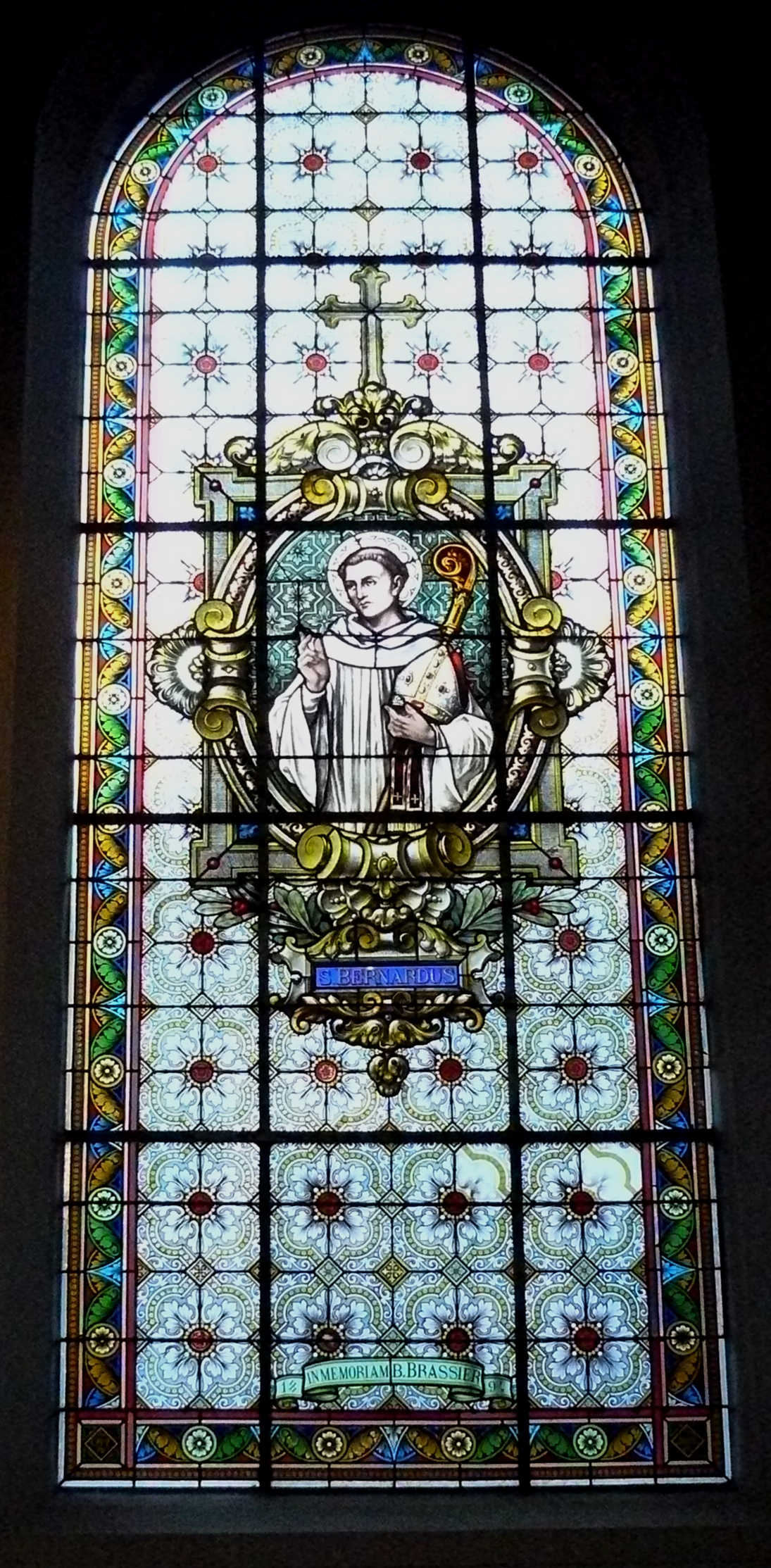
Vitrail en l'honneur de saint Bernard. In memoriam B. Brassier 1894.
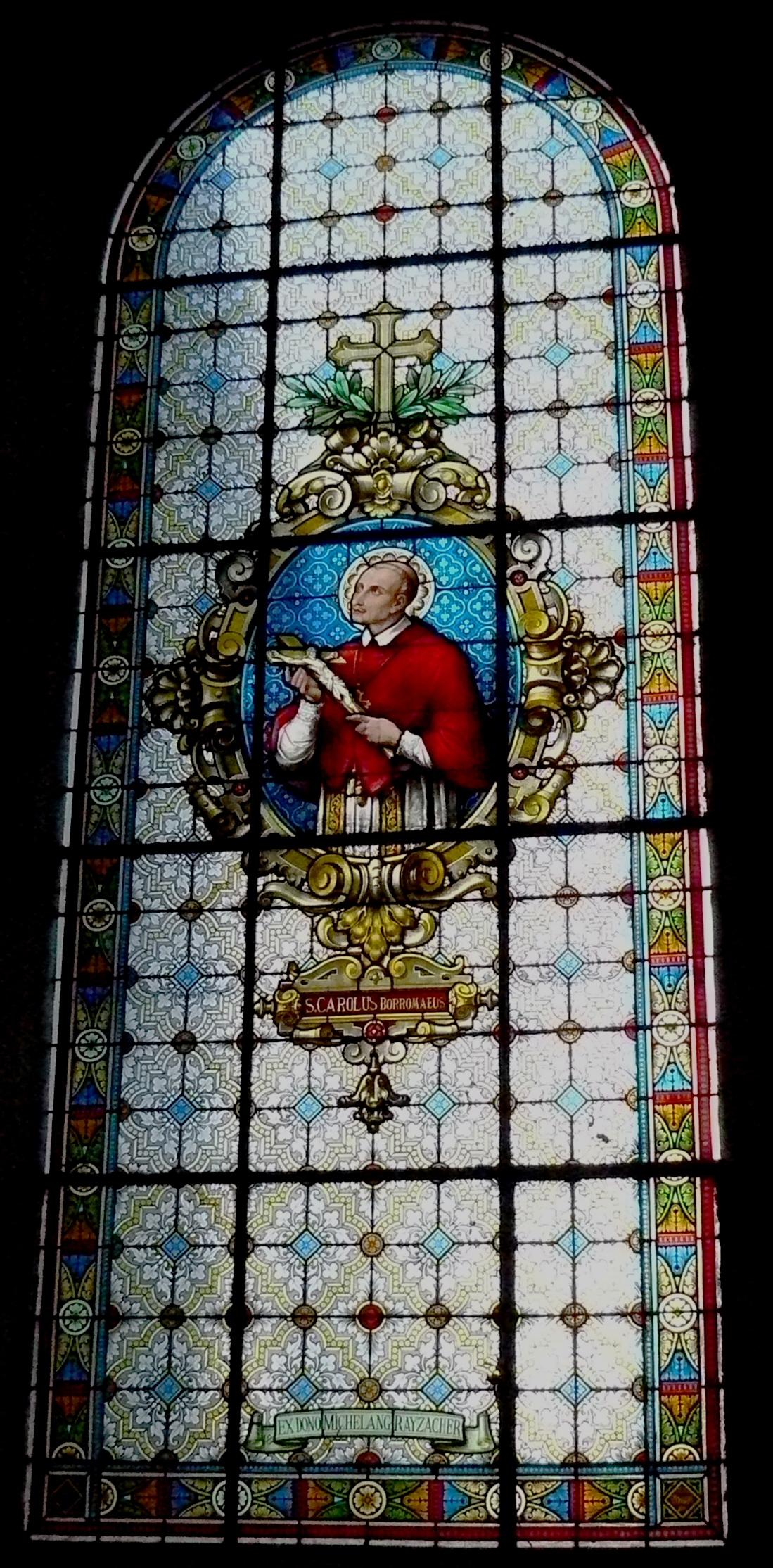
Vitrail de l'église Sainte Madeleine représentant Charles Borromée - Don de deux paroissiens, Michel Lang et Raymond Zarcher en 1893.
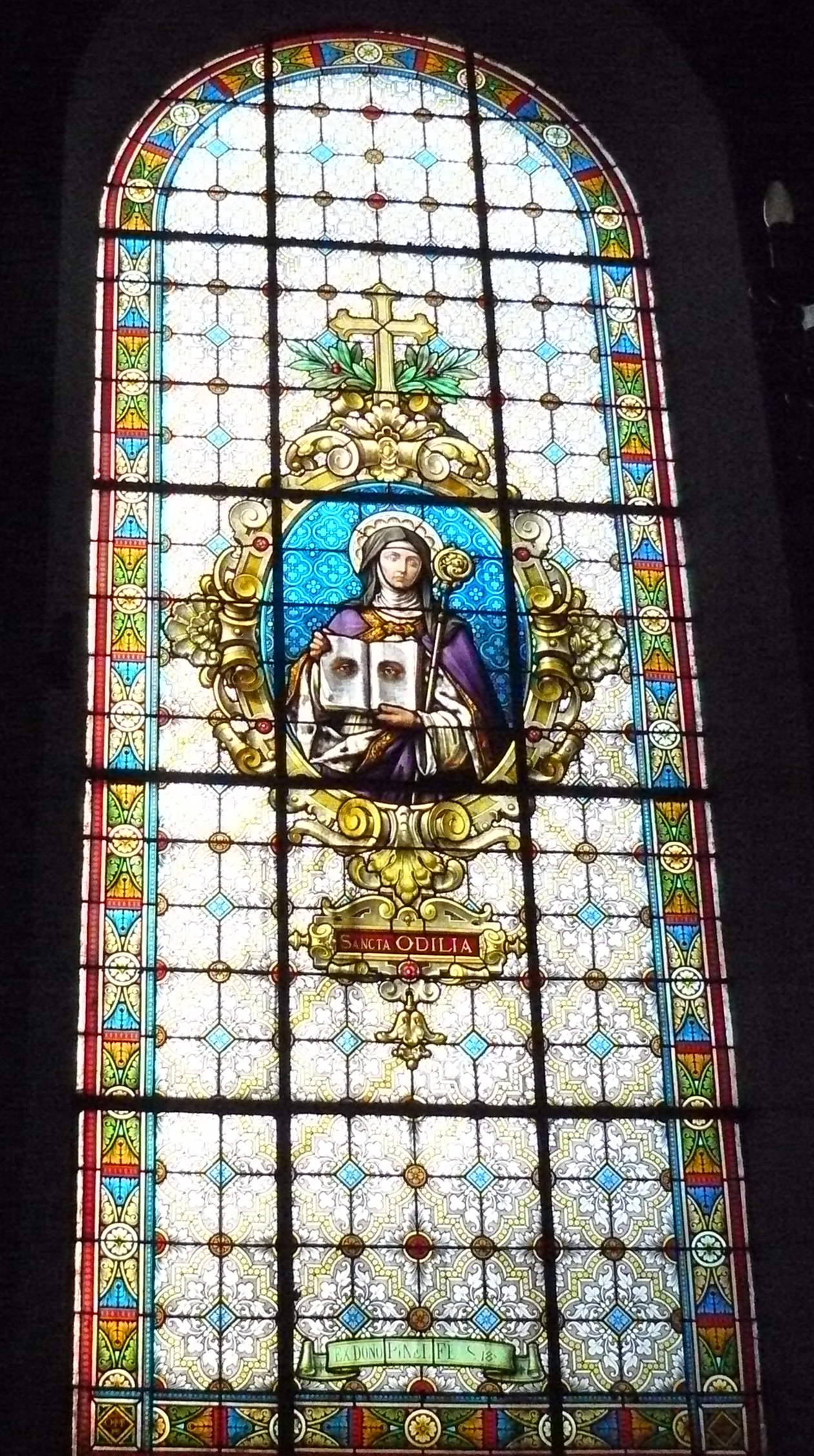
Vitrail représentant sainte Odile - Don de Pinel/Feld en 1894.
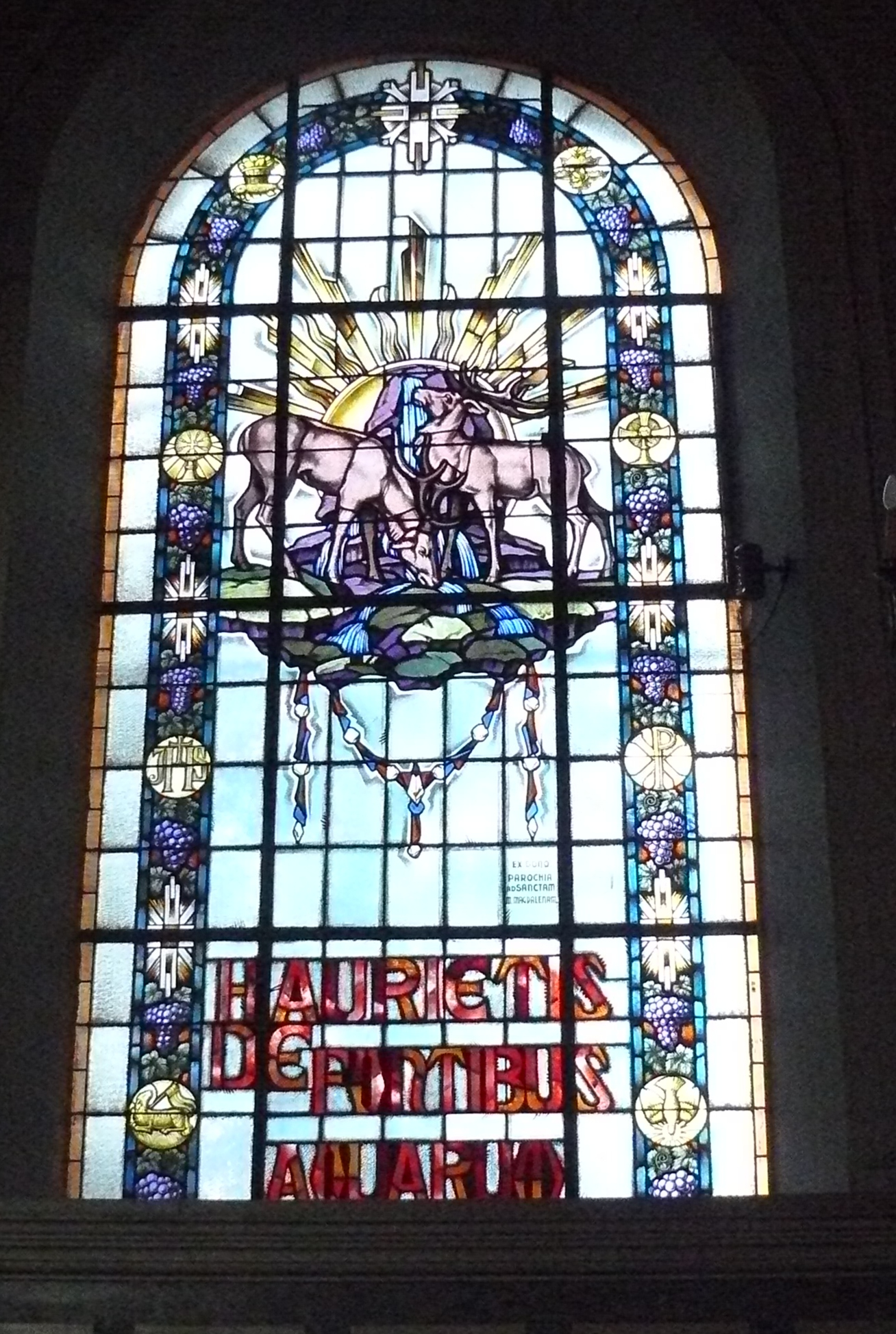
Verrière située dans la nef de l'église Sainte-Madeleine financée par la paroisse Sainte-Madeleine en 1894.
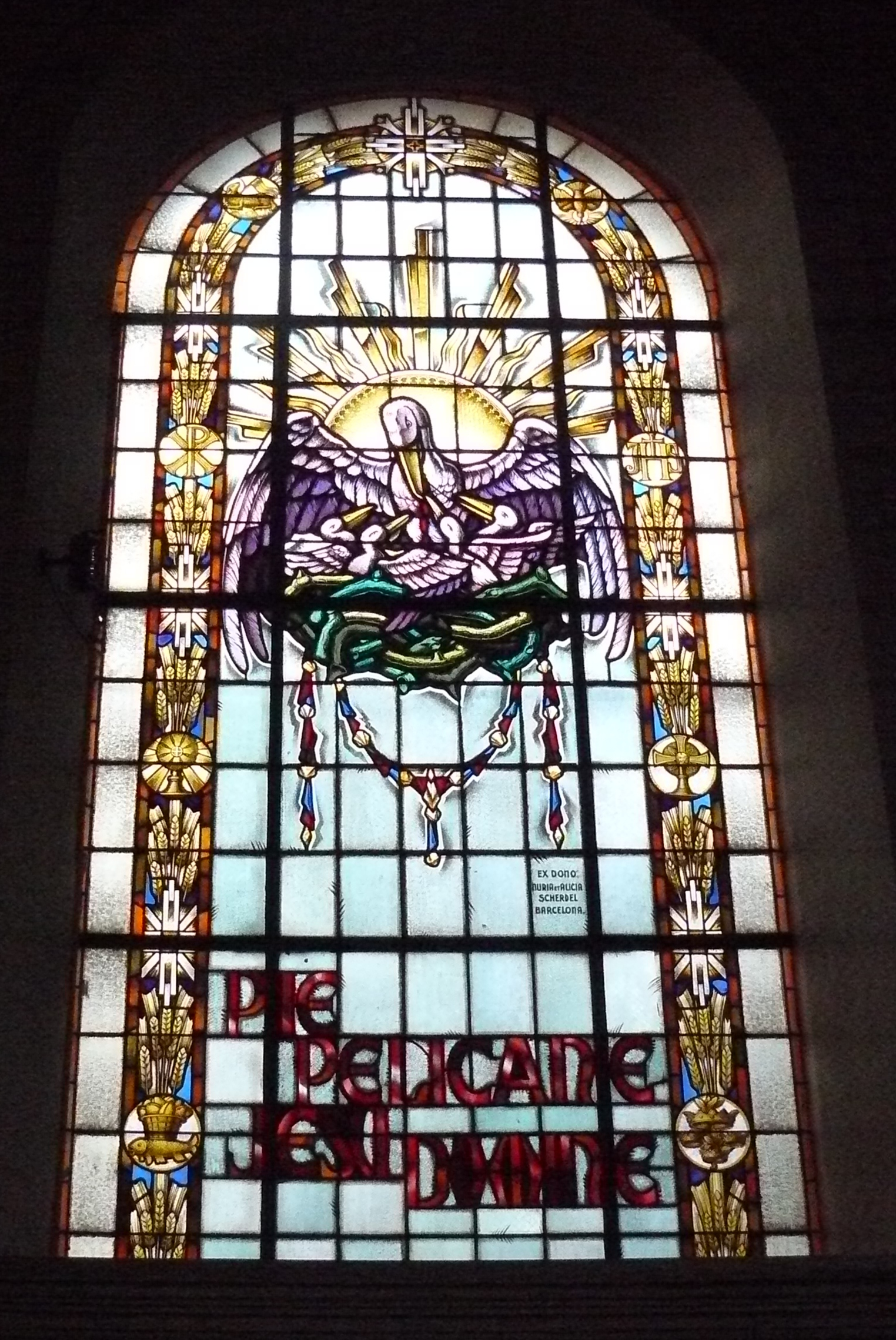
Verrière située dans la nef de l'église Sainte-Madeleine, financé par Maria et Alicia Scherdel de Barcelone en 1894.

## Classement
Répertorié à l'inventaire général du patrimoine culturel de France, sous n° référence IA68007243.